# Федюково (городской округ Подольск)
Федюково — деревня в городском округе Подольск Московской области. До 2015 года входила в сельское поселение Стрелковское Подольского района, а до 2006 года была центром Брянцевского сельского округа.

## Справка
Население — 3117 чел. (2021).
Исторические источники упоминают о деревне с XVIII века, точная дата образования и этимология названия остаются неизвестными.
Самое крупное здание в деревне — Дом культуры. В нём есть актовый зал на 200 человек на первом этаже, небольшой спортивный зал и парикмахерская (2009). На втором этаже Дома работают библиотека и различные кружки в составе Федюковской детской школы искусств. В Доме культуры также работает местный шахматный кружок и клуб кикбоксинга и бокса ДСК «Ударник».
Второе по величине — здание администрации, в котором расположен т. н. «дом быта» (ремонтная мастерская), почта и ЖКХ.
В деревне есть средняя школа (около 200 учащихся в 1-11 классах, в здании школы имеется местный музей) с собственным сайтом, детский сад (№ 9), амбулатория, аптека, баня. Недавно в деревне открылся филиал банка «Платина», с работающим круглосуточно банкоматом, рядом с деревней имеется автозаправка.
Неподалёку от здания администрации и рядом с вновь построенным храмом имеется памятник погибшим в 1941—1945 г. землякам.
Рядом с Домом культуры имеется также полноценная хоккейная площадка, которая, с наступлением холодов, ежегодно заливается и служит ареной регулярных зимних соревнований как местного, так и районного масштаба. На северо-западной окраине деревни расположено футбольное поле.
Работу в деревне (помимо перечисленных выше объектов) обеспечивает также агрохолдинг «Родное поле», владеющий всеми окрестными сельскохозяйственными объектами (местное подразделение — агропредприятие «Федюково» — в 2007 году попало на первые полосы новостей в связи с конфликтом по поводу застройки в Щербинке. Впрочем славится оно не этим) и небольшие магазинчики. И, конечно, многочисленные, вновь строящиеся вокруг деревни, дачные объекты. Основная часть населения ездит на работу в Москву, Видное и др. близлежащие населённые пункты.
Недавно в деревне построено два новых 5-этажных дома — на 60 и 90 квартир, также рядом с деревней сравнительно недавно появилась ретрансляционная вышка мобильной связи, что привело к установлению практически идеального качества этого вида связи в её пределах и ближайших окрестностях.
Главное событие деревни последнего времени (2005—2007 гг.) — закладка и строительство Храма святого апостола Андрея Первозванного с его колоколами. Так что время деревни Федюково стремительно уходит в прошлое, и скоро на её месте должно появиться село. С тем же названием или нет — пока неизвестно…

## Окрестности
Административный центр одноимённого района — Подольск — примерно в 30 км к югу (40-45 минут езды на автобусе). Автобус ходит примерно раз в полтора-два часа. Добраться до райцентра можно также через Видное и Москву, либо через Домодедово.
Ближайший город — центр соседнего Ленинского района Видное (около 2,5-3 км на Север по прямой, на автобусе 15-20 минут), да и сама территория деревни Федюково граничит, как нетрудно догадаться, с этим районом. Не так далеко (10 км по прямой) и город Домодедово с его известным аэропортом, что почти не влияет на условия проживания в деревне. В основном пролетают самолёты с западного направления — при заходе на посадку.
Неподалёку от Федюково находится также Суханово (около 2-3 км), известное своей исторической усадьбой Волконских, исторический Свято-Екатерининский мужской монастырь (около 3 км) и ещё одно исторические место (из его названия ясно о ком идет речь) Горки Ленинские (3-4 км)
Ближайшие села и деревни — уже упоминавшееся выше Суханово, Малое Брянцево, Большое Брянцево, Потапово, Яковлево, Спирово, Боборыкино и др.
Рядом с деревней протекают речки Гвоздянка (с западной стороны) и Битца (с восточной стороны) Обе речки — притоки Пахры, которая протекает в том числе и через центр города Подольск, так что любители речных путешествий теоретически имеют возможность добраться из Федюково в его районный центр и по воде. На первой речке (Гвоздянке) есть пруды где многие жители деревни (да и не только они) купаются летом и ловят рыбу в любое время года. Рядом с деревней большой и довольно чистый лес.

## Население
| 2002 | 2006  | 2010  | 2021  |
| ---- | ----- | ----- | ----- |
| 2145 | ↗2152 | ↗2785 | ↗3117 |

## Транспорт
Добраться до деревни проще всего и быстрее можно только на электропоезде (платформа Калинина Павелецкого направления)
- от Павелецкого вокзала г. Москвы (25-й километр, около 40 минут езды)
- от ст. «Коломенское» Павелецкой линии (рядом с метро «Варшавская», около 25 минут)
- от ст. «Нижние Котлы» Павелецкой линии (рядом с метро «Нагатинская», около 30 минут)

Выход на пл. Калинина, далее пешком (перпендикулярно железной дороге, прямо на пригорок, 15-20 минут ходьбы).
Также можно от станции Расторгуево (г. Видное) добраться на рейсовом автобусе № 59. Рейсовый автобус ходит примерно один раз в два-три с половиной часа с 7-00 утра до 22-00 вечера.
Один раз в 20-30 минут с 6 утра до 21-00 от Расторгуево в сторону д. Федюково ходят также маршрутные такси с тем же номером маршрута 59. Стоимость проезда в них обычно немного выше, чем на рейсовом автобусе. В отличие от рейсового автобуса в них также не действуют льготы для и ветеранов, и пенсионеров, и чаще всего они ходят по сокращённому маршруту Расторгуево-Федюково.
Ходит от д. Федюково до г. Москвы (м. «Южная») и маршрутное такси (№ 430). В настоящее время (01 августа 2010 года) — два раза в день, утром и вечером. Время в пути — согласно расписанию — от 29 до 35 минут, стоимость (01 мая 2009 года) — 52 рубля (цена меняется ежеквартально). Автобус останавливается, помимо конечной станции — метро «Южная» — также у ряда других станций метро этой же ветки, начиная с «Аннино», так что пересесть с автобуса на метро можно и раньше.